# Потери самолётов США над Северным Вьетнамом в 1968 году
В данном списке перечислены американские самолёты, потерянные при выполнении боевых заданий над Северным Вьетнамом в ходе Вьетнамской войны в 1968 году. Приведены только потери, удовлетворяющие следующим условиям:
- потеря является безвозвратной, то есть самолёт уничтожен или списан из-за полученных повреждений;
- потеря понесена по боевым или небоевым причинам в регионе Юго-Восточной Азии (включая Северный Вьетнам, Южный Вьетнам, Лаос, Камбоджу, Таиланд, Японию, Китай) и связана с боевыми операциями против Северного Вьетнама (Демократической Республики Вьетнам);
- потерянный самолёт состоял на вооружении Военно-воздушных сил, Военно-морских сил, Корпуса морской пехоты или Армии Соединённых Штатов Америки;
- потеря произошла в течение 1968 года.

Список составлен на основе открытых источников. Приведённая в нём информация может быть неполной или неточной, а также может не соответствовать официальным данным министерств обороны США и СРВ. Тем не менее, в нём перечислены почти все самолёты, члены экипажей которых погибли или попали в плен. Неполнота связана в основном с теми самолётами, члены экипажей которых были эвакуированы поисково-спасательными службами США, а также с самолётами, потерянными вне пределов Северного Вьетнама (в этом случае не всегда возможно определить, была ли потеря связана с операциями именно против этой страны).
Список не затрагивает потери американской авиации, понесённые в операциях против целей на территории Южного Вьетнама, Лаоса и Камбоджи. Список составлялся без использования данных монографии Кристофера Хобсона «Vietnam Air Losses».

## Краткая характеристика периода
В течение большей части 1968 года американская авиация продолжала бомбардировки Северного Вьетнама в рамках операции Rolling Thunder. В связи с изменением подхода администрации США к вьетнамской проблеме с 1 апреля прекратились удары по объектам севернее 19-й параллели. 1 ноября бомбардировки были полностью прекращены. Полёты над Северным Вьетнамом продолжила лишь разведывательная авиация.

## Потери

### Январь
1 января
- RA-3B «Скайуорриор» (номер 144847, 61-я ударная эскадрилья фоторазведки ВМС США). Потерян в ночном вылете (предположительно сбит зенитным огнём), упал в Тонкинский залив. Все три члена экипажа погибли.

3 января
- F-105D «Тандерчиф» (сер. номер 58-1157, 469-я тактическая истребительная эскадрилья ВВС США). По американским данным, сбит истребителем МиГ-21. Пилот попал в плен.
- A-4C «Скайхок» (номер 148486, 112-я штурмовая эскадрилья ВМС США). Сбит ЗРК юго-западнее Хайфона. Пилот попал в плен.

4 января
- F-8E «Крусейдер» (ВМС США). Сбит севернее Уонгби. Пилот погиб.

5 января
- A-4E «Скайхок» (номер 150131, 163-я штурмовая эскадрилья ВМС США). Пропал над провинцией Ниньбинь в ходе ночного вылета, предположительно сбит зенитным огнём. Пилот погиб.
- A-4E «Скайхок» (номер 152074, 144-я штурмовая эскадрилья ВМС США). Сбит зенитным огнём. Пилот попал в плен.
- F-105F «Уайлд Уизл» II (сер. номер 63-8356, 357-я тактическая истребительная эскадрилья ВВС США). Сбит истребителем МиГ-17 (по американским данным) в районе Кеп. Оба члена экипажа погибли при невыясненных обстоятельствах, один из них предположительно умер в плену.
- F-105D «Тандерчиф» (сер. номер 61-0068, 469-я тактическая истребительная эскадрилья ВВС США). Сбит зенитным огнём. Пилот катапультировался и погиб при невыясненных обстоятельствах.

10 января
- F-4D «Фантом» II (сер. номер 66-8704, 13-я тактическая истребительная эскадрилья ВВС США). Сбит ЗРК в районе Хоалак. Один из членов экипажа попал в плен, другой погиб.

14 января
- F-105D «Тандерчиф» (сер. номер 60-0489, 469-я тактическая истребительная эскадрилья ВВС США). По американским данным, сбит в районе Йенбай истребителем МиГ-21, что не подтверждается вьетнамскими данными. Пилот, вероятно, катапультировался и погиб при невыясненных обстоятельствах.
- EB-66C «Дестройер» (сер. номер 55-0388, 41-я тактическая эскадрилья радиоэлектронной борьбы ВВС США). Сбит истребителем МиГ-21. Из состава экипажа три человека попали в плен и три спасены (из них один впоследствии умер от полученных ранений).

16 января
- F-4C «Фантом» II (сер. номер 64-0927, 480-я тактическая истребительная эскадрилья ВВС США). Потерян в результате преждевременного взрыва авиабомбы с дефектным взрывателем. Оба члена экипажа спасены.
- F-4D «Фантом» II (сер. номер 66-8706, 480-я тактическая истребительная эскадрилья ВВС США). Потерян в результате преждевременного взрыва авиабомбы с дефектным взрывателем. Один из членов экипажа попал в плен, другой спасён.

17 января
- A-1 «Скайрейдер» (602-я эскадрилья специальных операций ВВС США). Потерян над провинцией Куангбинь в ходе поисково-спасательной операции. Пилот погиб.

18 января
- F-4B «Фантом» II (114-я штурмовая эскадрилья ВМС США). Упал в Тонкинский залив из-за ошибки пилота в ночном вылете. Оба члена экипажа погибли.
- F-4D «Фантом» II (сер. номер 66-7581, 435-я тактическая истребительная эскадрилья ВВС США). Сбит. Оба члена экипажа попали в плен.
- F-4D «Фантом» II (сер. номер 66-8720, 435-я тактическая истребительная эскадрилья ВВС США). По американским данным, сбит истребителем МиГ-17 в районе Ханоя. Оба члена экипажа попали в плен.

19 (18?) января
- A-6A «Интрудер» (номер 152636, 533-я всепогодная штурмовая эскадрилья Корпуса морской пехоты США). Потерян в районе Виньфу. Оба члена экипажа погибли.

20 января
- F-4C «Фантом» II (389-я тактическая истребительная эскадрилья ВВС США). Сбит в районе Куангкхе в ходе ночного вылета. Оба члена экипажа погибли.

23 января
- A-6A «Интрудер» (номер 152932, 165-я штурмовая эскадрилья ВМС США). Упал в Тонкинский залив по неизвестной причине. Один из членов экипажа погиб, другой спасён.

25 января
- A-4E «Скайхок» (номер 150057, 153-я штурмовая эскадрилья ВМС США). Сбит ЗРК. Пилот спасён.

26 января
- A-6A «Интрудер» (номер 152901, 165-я штурмовая эскадрилья ВМС США). Пропал севернее Винь в ходе ночного вылета. Оба члена экипажа погибли.

### Февраль
3 февраля
- F-102 «Дельта Даггер» (ВВС США). Сбит истребителем МиГ-21. Пилот погиб.

5 (4?) февраля
- F-105D «Тандерчиф» (сер. номер 60-5384, 34-я тактическая истребительная эскадрилья ВВС США). По американским данным, сбит истребителем МиГ-21 в районе Тэйнгуен. Пилот попал в плен.

8 февраля
- F-4D «Фантом» II (сер. номер 66-7769, 555-я тактическая истребительная эскадрилья ВВС США). Подбит зенитным огнём в районе Фук-Йен, упал на территории Лаоса. Оба члена экипажа спасены.

14 февраля
- F-8E «Крусейдер» (номер 150909, 194-я истребительная эскадрилья ВМС США). Сбит ЗРК в районе Винь. Пилот погиб.
- F-105D «Тандерчиф» (сер. номер 60-0418, 34-я тактическая истребительная эскадрилья ВВС США). Сбит ЗРК над Ханоем. Пилот погиб.
- A-1H «Скайрейдер» (номер 134499, 25-я штурмовая эскадрилья ВМС США). Во время перелёта с Филиппин на авианосец непреднамеренно вторгся в воздушное пространство Китая и сбит китайским истребителем МиГ-17. Пилот катапультировался и погиб при невыясненных обстоятельствах.

15 февраля
- F-4D «Фантом» II (389-я тактическая истребительная эскадрилья ВВС США). Сбит в районе Донгхой. Оба члена экипажа попали в плен.

23 февраля
- F-4D «Фантом» II (сер. номер 66-8725, 497-я тактическая истребительная эскадрилья ВВС США). По американским данным, сбит истребителем. Оба члена экипажа попали в плен.

24 февраля
- A-6A «Интрудер» (номер 152644, 533-я всепогодная штурмовая эскадрилья Корпуса морской пехоты США). Сбит предположительно ЗРК. Оба члена экипажа попали в плен.

28 февраля
- A-6A «Интрудер» (номер 152938, 35-я штурмовая эскадрилья ВМС США). Сбит ЗРК или зенитным огнём, упал в Тонкинский залив. Оба члена экипажа погибли.

29 февраля
- F-105F «Уайлд Уизл» II (сер. номер 63-8312, 44-я тактическая истребительная эскадрилья ВВС США). Сбит ЗРК в районе Ханоя. Оба члена экипажа катапультировались и погибли при невыясненных обстоятельствах.

### Март
1 марта
- A-6A «Интрудер» (номер 152944, 35-я штурмовая эскадрилья ВМС США). Предположительно сбит огнём с земли над водой в 55 милях юго-восточнее Хайфона. Экипаж пропал без вести.

6 марта
- A-6A «Интрудер» (номер 152922, 75-я штурмовая эскадрилья ВМС США). Самолёт потерян по неизвестным причинам (возможно, сбит) во время ночного налёта на железнодорожное депо Хайфона (по данным ДРВ, 200-й самолёт, сбитый над Хайфоном). Экипаж погиб.

11 марта
- F-4D «Фантом» II (сер. номер 66-7719, 480-я тактическая истребительная эскадрилья ВВС США). Самолёт в составе звена выполнял миссию вооружённой разведки вдоль основного прибрежного шоссе Северного Вьетнама (дорога № 1) и сбит огнём с земли в ходе атаки колонны грузовиков в 15 милях южнее Му-Рон-Ма (или 5 миль юго-западнее Рон). Экипаж погиб.

12 марта
- A-6A «Интрудер» (номер 152943, 35-я штурмовая эскадрилья ВМС США). Самолёт упал в воду при взлете с авианосца в плохую погоду. Экипаж погиб.

17 марта
- S-2E «Трекер» (номер 149274, 23-я противолодочная эскадрилья ВМС США). Самолёт исчез, выполняя ночное разведывательное патрулирование над морем в районе Винь в 30 милях от берега. Экипаж погиб.

17 (16?) марта
- A-6A «Интрудер» (номер 152940, 35-я штурмовая эскадрилья ВМС США). Самолёт пропал севернее Ханоя на пути к цели (железнодорожной станции). Возможно сбит ЗА. Экипаж катапультировался и попал в плен.

18 марта
- F-100F «Уайлд Уизл» (сер. номер 56-3784, ВВС США). Самолёт сбит над провинцией Куанг-Бинь в районе перевала Бан-Карай. Командир экипажа погиб; бортоператор спасён.

20 марта
- F-100D «Супер Сейбр» (сер. номер 55-3606, 416-я тактическая истребительная эскадрилья ВВС США). Самолёт сбит (предположительно над ДРВ). Пилот катапультировался и попал в плен.

27 марта
- F-4D «Фантом» II (сер. номер 66-8801, 480-я тактическая истребительная эскадрилья ВВС США). Самолёт потерян в ходе ударной миссии. Экипаж погиб.

28 марта
- F-111A (сер. номер 66-0022, 428-я тактическая истребительная эскадрилья ВВС США). Самолёт потерян возле аэродрома в Фу-Кса, в 5 милях северо-западнее Донгхой. Экипаж погиб.

### Апрель
3 апреля
- RF-4C (сер. номер 65-0909, 11-я тактическая разведывательная эскадрилья ВВС США). Самолёт потерян в по неизвестной причине, вероятно, над водой. Экипаж погиб.

5 апреля
- F-4B «Фантом» II (номер 150463, 96-я истребительная эскадрилья ВМС США). Самолёт потерян в небоевом происшествии. Экипаж выжил.

11 апреля
- A-4F «Скайхок» (номер 154995, 93-я штурмовая эскадрилья ВМС США). Самолёт упал в воду по небоевой причине во время перегоночного полёта с Филиппин. Пилот погиб.

13 апреля
- RF-4C (сер. номер 66-0383, 12-я тактическая разведывательная эскадрилья ВВС США). Сбит ЗА над Лаосом. Пилот погиб, бортоператор эвакуирован.

15 апреля
- F-105D «Тандерчиф» (сер. номер 63-8337, 357-я тактическая истребительная эскадрилья ВВС США). Сбит ЗА над южнее Донгхой. Пилот катапультировался и спасён.
- F-105D «Тандерчиф» (сер. номер 61-0206, 34-я тактическая истребительная эскадрилья ВВС США). Самолёт выполнял разведку в составе пары возле Ван-Лок (провинция Куанг-Бинь). Подбит малокалиберной ЗА. Пилот катапультировался и попал в плен, где погиб.

24 апреля
- F-4D «Фантом» II (сер. номер 66-7541, 480-я тактическая истребительная эскадрилья ВВС США). Самолёт в составе пары участвовал в ночной ударной миссии против склада у Ван-Лок северо-западнее Донгхой. Потерян по неизвестной причине. Экипаж погиб.

25 апреля
- F-4D «Фантом» II (сер. номер 66-7758, 497-я тактическая истребительная эскадрилья ВВС США). Самолёт подбит ЗА во время разведки дорог, совершил вынужденную посадку в Дананге и списан. Экипаж выжил.
- F-4D «Фантом» II (сер. номер 66-8736, 497-я тактическая истребительная эскадрилья ВВС США). Самолёт столкнулся с землёй в 5 милях северо-западнее Донг-Ха, провинция Куанг-Бинь, во время вечерней атаки колонны грузовиков. Экипаж погиб.

28 апреля
- A-4Е «Скайхок» (номер 151070, 144-я штурмовая эскадрилья ВМС США). Самолёт в составе пары выполнял миссию ночной вооружённой разведки. Предположительно сбит ЗА. Последнее известное местонахождение – 50 миль юго-восточнее Винь. Пилот погиб.
- F-4B «Фантом» II (номер 153014, 21-я истребительная эскадрилья ВМС США). Самолёт сбит ЗА. Экипаж катапультировался и спасён.
- F-4D «Фантом» II (сер. номер 66-8757, 389-я тактическая истребительная эскадрилья ВВС США). Самолёт сбит над провинцией Куанг-Бинь. Экипаж катапультировался и попал в плен.

### Май
3 мая
- A-6A «Интрудер» (номер 154164, 533-я всепогодная штурмовая эскадрилья ВМС США (VMA(AW)-533)). Самолёт участвовал в миссии вооружённой разведки. Контакт с ним потерян в 10 км северо-западнее Донгхой – предположительно сбит огнём с земли. Экипаж погиб.

5 мая
- RA-5C «Виджилент» (номер 149278, 1-я разведывательно-штурмовая эскадрилья ВМС США (RVAH-1)). Самолёт сбит ЗА над провинцией Ха-Тинь во время разведполёта над шоссе 15. Экипаж катапультировался и попал в плен.

7 мая
- F-4B «Фантом» II (номер 151485, 92-я истребительная эскадрилья ВМС США). Самолёт сбит истребителем МиГ-21 под управлением Нгуен Ван Кока двумя ракетами Р-13, что подтверждено обеими сторонами. Экипаж катапультировался и спасён.
- A-4F «Скайхок» (номер 154214, 113-я штурмовая эскадрилья ВМС США). Самолёт упал в воду при заходе на посадку. Пилот погиб.

13 мая
- A-6A «Интрудер» (номер 154164, 35-я штурмовая эскадрилья ВМС США). Самолёт сбит малокалиберной ЗА. Экипаж катапультировался и спасён.

14 мая
- A-4F «Скайхок» (номер 154198, 93-я штурмовая эскадрилья ВМС США). Самолёт сбит в провинции Куанг-Бинь. Пилот погиб.
- F-105D «Тандерчиф» (сер. номер 61-0132, 34-я тактическая истребительная эскадрилья ВВС США). Разбился над Таиландом. Экипаж погиб.

16 мая
- F-4D «Фантом» II (сер. номер 66-7630, 435-я тактическая истребительная эскадрилья ВВС США). Самолёт сбит в 20 милях юго-западнее Куанг-Кхе, провинция Куанг-Бинь. Экипаж погиб.

18 мая
- RF-4C «Фантом» II (сер. номер 66-0442, 435-я тактическая истребительная эскадрилья ВВС США). Самолёт сбит в районе Донгхой. Пилот попал в плен; бортоператор погиб.
- RA-5C «Виджилент» (номер 149283, 11-я разведывательно-штурмовая эскадрилья ВМС США (RVAH-11)). Самолёт в составе группы выполнял разведывательную миссию и был сбит ЗА. Командир попал в плен; бортоператор погиб.

19 мая
- F-4D «Фантом» II (497-я тактическая истребительная эскадрилья ВВС США). Самолёт пропал во время ночного вылета возле Рон. Экипаж погиб.

21 мая
- A-4F «Скайхок» (номер 154988, 93-я штурмовая эскадрилья ВМС США). Самолёт сбит ЗА. Пилот катапультировался и спасён.

22 мая
- F-4D «Фантом» II (сер. номер 66-0246, 433-я тактическая истребительная эскадрилья ВВС США). Самолёт потерян около Донг Хой в провинции Куанг-Бинь. Вероятно сбит ЗА. Экипаж погиб.
- RF-8G «Крусейдер» (номер 146886, 63-я разведывательная эскадрилья ВМС США (VFP-63)). Самолёт сбит малокалиберной ЗА возле Винь. Пилот катапультировался и попал в плен.

28 мая
- F-105D «Тандерчиф» (сер. номер 61-0194, 34-я тактическая истребительная эскадрилья ВВС США). Самолёт сбит. Пилот катапультировался и попал в плен.

31 мая
- F-105D «Тандерчиф» (сер. номер 60-0409, 49-я тактическая истребительная эскадрилья ВВС США). Самолёт сбит ЗА в районе Тигриного острова. Пилот погиб.
- A-7A «Корсар» II (номер 153255, 82-я штурмовая эскадрилья ВМС США). Самолёт сбит ЗА. Пилот катапультировался и спасён.

### Июнь
2 июня
- F-4B «Фантом» II (номер 150433, 92-я истребительная эскадрилья ВМС США). Разбился по техническим причинам в Южно-китайском море. Экипаж выжил.

4 июня
- F-4J «Фантом» II (номер 155554, 33-я истребительная эскадрилья ВМС США). Самолёт в составе звена наносил удар по перекрестку дорог в 15 милях южнее Винь. После нанесения удара подбит малокалиберной ЗА. Пилот катапультировался и спасён; ботоператор погиб при неудачном катапультировании.

8 июня
- F-105D «Тандерчиф» (сер. номер 61-0055, 34-я тактическая истребительная эскадрилья ВВС США). Самолёт сбит ЗА севернее ДМЗ. Пилот катапультировался и спасён.

9 июня
- F-4D «Фантом» II (сер. номер 66-8746, 497-я тактическая истребительная эскадрилья ВВС США). Самолёт подбит ЗА севернее ДМЗ во время прикрытия поисково-спасательной миссии. Экипаж катапультировался над морем и спасён.

10-11 июня (ночь)
- A-7A «Корсар» II (номер 153265, 86-я штурмовая эскадрилья ВМС США). Самолёт в составе звена выполнял миссию вооружённой разведки юго-восточнее Винь. Потерян по неизвестной причине. Пилот катапультировался и попал в плен, где умер от полученных ран.

16 июня
- F-4J «Фантом» II (номер 155548, 102-я истребительная эскадрилья ВМС США). Самолёт сбит огнём с земли возле Нге-Ан (25 миль северо-западнее Винь). Пилот катапультировался и попал в плен, бортоператор погиб.

19 июня
- F-4J «Фантом» II (номер 155546, 33-я истребительная эскадрилья ВМС США). Самолёт сбит ЗРК в 20 милях южнее Ханоя, в районе Винь. Экипаж катапультировался и спасён.

23 июня
- F-105D «Тандерчиф» (сер. номер 59-1765, 333-я тактическая истребительная эскадрилья ВВС США). Самолёт сбит ЗА северо-западнее Донгхой во время атаки грузовиков. Пилот катапультировался над морем и спасён.
- F-4D «Фантом» II (сер. номер 66-8724, 497-я тактическая истребительная эскадрилья ВВС США). Самолёт во время бомбового захода столкнулся с горой по неизвестным причинам в провинции Куанг-Бинь возле лаосской границы. Экипаж погиб.
- A-4F «Скайхок» (номер 154216, 113-я штурмовая эскадрилья ВМС США). Самолёт потерян от огня ЗА или в результате проблем с двигателем при возвращении из вылета. Пилот катапультировался и спасён.

24 июня
- A-6A «Интрудер» (номер 152949, 35-я штурмовая эскадрилья ВМС США). Самолёт сбит ЗА на малой высоте возле Винь. Пилот погиб, бортоператор катапультировался и попал в плен.

26 июня
- O-2A «Скаймастер» (8-я тактическая истребительная эскадрилья ВВС США). Самолёт потерян по неизвестной причине. Экипаж погиб.
- F-4 «Фантом» II (ВМС США). Самолёт выполнял ночной вылет в составе пары. Сбит огнём противника северо-западнее Винь. Экипаж катапультировался и спасён.

28 июня
- F-105D «Тандерчиф» (сер. номер 61-0194, 34-я тактическая истребительная эскадрилья ВВС США). Самолёт сбит ЗА северо-западнее Донгхой. Пилот катапультировался и попал в плен.

### Июль
1 июля
- F-105D «Тандерчиф» (сер. номер 61-0118, 333-я тактическая истребительная эскадрилья ВВС США). Самолёт сбит ЗА севернее ДМЗ. Пилот катапультировался севернее Донгхой и спасён.

5 июля
- F-4D «Фантом» II (сер. номер 66-7756, 433-я тактическая истребительная эскадрилья ВВС США). Самолёт сбит огнём с земли. Экипаж катапультировался и попал в плен.
- F-4C «Фантом» II (сер. номер 63-7713, 391-я тактическая истребительная эскадрилья ВВС США). Самолёт выполнял ночную миссию вооружённой разведки. Сбит ЗА. Экипаж погиб.

8 июля
- F-4D «Фантом» II (сер. номер 66-7671, 433-я тактическая истребительная эскадрилья ВВС США).Самолёт выполнял вылет в составе пары и сбит ЗА восточнее перевала Му-Гиа. Экипаж катапультировался и спасён.

13 июля
- F-105D «Тандерчиф» (сер. номер 62-4367, 333-я тактическая истребительная эскадрилья ВВС США). Самолёт сбит ЗА в районе Ван-Лок северо-западнее Донгхой. Пилот катапультировался и спасён.

15 июля
- F-105F «Уайлд Уизл» II (сер. номер 63-8353, 44-я тактическая истребительная эскадрилья ВВС США). Самолёт сбит ЗА в 5 милях северо-западнее Донгхой. Пилот катапультировался и попал в плен; бортоператор погиб.

16 июля
- A-7A «Корсар» II (номер 153234, 97-я штурмовая эскадрилья ВМС США). Самолёт потерян из-за израсходования топлива. Пилот катапультировался и спасён.

23 июля
- A-4F «Скайхок» (номер 154189, 23-я штурмовая эскадрилья ВМС США). Самолёт упал в воду и взорвался при запуске с авианосца. Пилот погиб.

24 июля
- F-4D «Фантом» II (сер. номер 66-7703, 497-я тактическая истребительная эскадрилья ВВС США). Пара F-4 выполняла миссию ночной вооружённой разведки. Самолёт подбит огнём с земли южнее Му-Рон-Ма. Экипаж катапультировался  и подобран спасён.
- F-4D «Фантом» II (сер. номер 66-7682, 497-я тактическая истребительная эскадрилья ВВС США). Пара F-4 выполняла миссию ночной вооружённой разведки. Самолёт упал в воду в 15 милях от берега, сопровождая подбитого товарища. Экипаж погиб.
- A-7A «Корсар» II (номер 153253, 82-я штурмовая эскадрилья ВМС США). Самолёт в составе пары выполнял миссию ночной вооружённой разведки. Столкнулся с землёй по неизвестной причине при атаке колонны грузовиков возле мыса Муй-Рон. Пилот погиб.
- F-4J «Фантом» II (номер 155551, 33-я истребительная эскадрилья ВМС США). Самолёт сбит ЗА. Экипаж катапультировался и спасён.

25 июля
- F-4J «Фантом» II (номер 155540, 102-я истребительная эскадрилья ВМС США). Самолёт сбит ЗА возле Винь в ходе ударной миссии. Пилот погиб; ботоператор катапультировался и попал в плен.
- A-6A «Интрудер» (номер 154166, 533-я всепогодная штурмовая эскадрилья ВМС США (VMA(AW)-533)). Самолёт сбит малокалиберной ЗА во время ночной миссии дорожной разведки между ДМЗ и Донгхой. Экипаж катапультировался; пилот спасён, бортоператор попал в плен.

27 июля
- A-4F «Скайхок» (номер 154182, 93-я штурмовая эскадрилья ВМС США). Самолёт в составе пары выполнял ночную миссию вооружённой разведки. Подорвался на собственных бомбах во время атаки колонны грузовиков. Пилот погиб.

### Август
1 августа
- A-4С «Скайхок» (номер 148599, 66-я штурмовая эскадрилья ВМС США). Самолёт в составе звена участвовал в ударной миссии и был сбит ЗА. Пилот погиб.
- F-4D «Фантом» II (389-я тактическая истребительная эскадрилья ВВС США). Самолёт в составе пары участвовал в ночной миссии вооружённой разведки и столкнулся с землёй по неизвестной причине во время атаки колонны грузовиков возле прохода Бан-Карай. Экипаж погиб.

9 августа
- F-105D «Тандерчиф» (сер. номер 62-4292, 333-я тактическая истребительная эскадрилья ВВС США). Самолёт сбит ЗА севернее ДМЗ. Пилот катапультировался и попал в плен.

15 августа
- RF-4C «Фантом» II (сер. номер 66-0447, 14-я тактическая разведывательная эскадрилья ВВС США). Самолёт сбит ЗА в 5 милях восточнее Рон, провинция Куанг-Бинь. Экипаж катапультировался; пилот погиб, бортоператор попал в плен.

16 августа
- F-100F «Уайлд Уизл» (сер. номер 56-3865, 309-я тактическая истребительная эскадрилья ВВС США). Самолёт выполнял роль передового авианаводчика севернее ДМЗ и исчез в районе Донгхой или над морем. Экипаж погиб.

17 августа
- F-4B «Фантом» II (номер 151404, 142-я истребительная эскадрилья ВМС США). Самолёт сбит своей ракетой AIM-9D. Экипаж попал в плен.
- F-4D «Фантом» II (сер. номер 66-7565, 555-я тактическая истребительная эскадрилья ВВС США). Самолёт сбит. Пилот погиб; бортоператор катапультировался и попал в плен.
- F-105D «Тандерчиф» (сер. номер 61-0219, 469-я тактическая истребительная эскадрилья ВВС США). Разбился. Экипаж погиб.

20 августа
- A-6В «Интрудер» (номер 151560, 196-я штурмовая эскадрилья ВМС США). Самолёт упал в воду после запуска с авианосца. Экипаж катапультировался и спасён.
- A-4С «Скайхок» (номер 148470, 36-я штурмовая эскадрилья ВМС США). Два A-4 столкнулись при возвращении из боевого вылета на Северный Вьетнам. Пилот катапультировался возле авианосца и спасён. Второй самолёт совершил посадку на авианосец.

23 августа
- RF-4C «Фантом» II (сер. номер 66-0466, 14-я тактическая разведывательная эскадрилья ВВС США). Самолёт выполнял ночную миссию маловысотной разведки цели в 50 милях северо-западнее Донгхой, провинция Куанг-Бинь. По утверждению северовьетнамцев, был сбит. Экипаж погиб.

24 августа
- F-4D «Фантом» II (сер. номер 66-8694, 497-я тактическая истребительная эскадрилья ВВС США). Самолёт в составе пары выполнял ночную миссию вооружённой разведки. Столкнулся с землёй при атаке склада в 17 милях северо-западнее Донгхой. Экипаж погиб.
- A-7A «Корсар» II (номер 154359, 27-я штурмовая эскадрилья ВМС США). Самолёт сбит ЗА. Пилот катапультировался и спасён.
- F-4B «Фантом» II (номер 150434, 143-я истребительная эскадрилья ВМС США). Самолёт потерян по небоевой причине. Пилот погиб; бортоператор спасён.

29 (28?) августа
- A-6В «Интрудер» (номер 151561, 85-я штурмовая эскадрилья ВМС США). Самолёт выполнял задание прикрытия штурмовиков от радаров противника или вооружённую разведку в районе Винь-Сон. Пропал, вероятно, сбит ЗРК. Экипаж погиб.

30 августа
- A-4F «Скайхок» (номер 154981, 93-я штурмовая эскадрилья ВМС США). Самолёт сбит ЗА. Пилот катапультировался и спасён.

### Сентябрь
1 сентября
- F-4D «Фантом» II (555-я тактическая истребительная эскадрилья ВВС США). Пара F-4 выполняла миссию ночной вооружённой разведки в районе северо-восточных подходов к проходу Бан-Карай. Самолёт сбит огнём с земли. Экипаж катапультировался и спасён.
- F-4D «Фантом» II (сер. номер 66-8688, 555-я тактическая истребительная эскадрилья ВВС США). Пара F-4 выполняла миссию ночной вооружённой разведки в районе северо-восточных подходов к проходу Бан-Карай. Самолёт сбит огнём с земли, защищая экипаж сбитого ранее ведущего. Пилот катапультировался и спасён; бортоператор погиб.

2 сентября
- A-7A «Корсар» II (номер 153225, 86-я штурмовая эскадрилья ВМС США). Самолёт упал в воду. Пилот катапультировался и спасён.

6 сентября
- A-6A «Интрудер» (номер 154127, 85-я штурмовая эскадрилья ВМС США). Самолёт выполнял ночную миссию вооружённой разведки. Сбит 37-мм зенитным орудием и упал на острове на реке Сонг-Ка юго-восточнее Винь. Экипаж катапультировался, пилот попал в плен, бортоператор спасён.
- A-4F «Скайхок» (номер 154981, 93-я штурмовая эскадрилья ВМС США). Самолёт потерян по небоевой причине. Пилот спасён.

11 сентября
- F-4D «Фантом» II (ВВС США). Самолёт потерян в 5 милях южнее Куанг-Кхе. Пилот попал в плен, где умер от ран. Информация о другом члене экипажа отсутствует.

12 сентября
- F-105D «Тандерчиф» (сер. номер 59-1762, 357-я тактическая истребительная эскадрилья ВВС США). Самолёт сбит ЗА в 5 милях западнее Рон, провинция Куанг-Бинь. Пилот погиб.

14 сентября
- F-105D «Тандерчиф» (сер. номер 60-0522, 357-я тактическая истребительная эскадрилья ВВС США). Самолёт сбит ЗА при атаке грузовиков западнее Донгхой. Пилот катапультировался над Лаосом и спасён.
- A-7A «Корсар» II (номер 154344, 27-я штурмовая эскадрилья ВМС США). Самолёт сбит ЗА. Пилот катапультировался и спасён.

16 сентября
- F-4B «Фантом» II (номер 149443, 143-я истребительная эскадрилья ВМС США). Самолёт потерян по небоевой причине. Экипаж катапультировался и спасён.

18 (17?) сентября
- A-7A «Корсар» II (номер 153214, 97-я штурмовая эскадрилья ВМС США). Самолёт участвовал в ударной миссии южнее Винь в составе группы из пяти самолётов. Сбит ЗА; пилот катапультировался и попал в плен.

19 сентября
- F-105D «Тандерчиф» (сер. номер 60-0428, 469-я тактическая истребительная эскадрилья ВВС США). Самолёт сбит ЗА над провинцией Куанг-Бинь. Пилот катапультировался и успешно приземлился, после чего погиб. По другим данным самолёт указан как F-105F, а дата потери – 19 января.
- F-4B «Фантом» II (номер 152232, 542-я истребительно-штурмовая эскадрилья ВМС США (VMFA-542)). Самолёт участвовал в налёте на склад в районе Май-Кса-Ха в 13 милях севернее ДМЗ. Сбит. Экипаж погиб.

22 сентября
- NB-57B «Канберра» (сер. номер 52-1498, ВВС США). Потерян над Северным Вьетнамом, судьба экипажа неизвестна.

23 сентября
- A-4Е «Скайхок» (номер 152091, 106-я штурмовая эскадрилья ВМС США). Самолёт возвращался на авианосец после отказа генератора и потерпел катастрофу при посадке. Пилот погиб.
- A-4F «Скайхок» (номер 155015, 55-я штурмовая эскадрилья ВМС США). Самолёт сбит малокалиберной ЗА после захода с НАР на цель возле Винь. Пилот катапультировался и попал в плен.
- A-4F «Скайхок» (номер 155011, 55-я штурмовая эскадрилья ВМС США). Самолёт сбит ЗА. Пилот катапультировался и спасён.

30 сентября
- F-105F «Уайлд Уизл» II (сер. номер 63-8317, 333-я тактическая истребительная эскадрилья ВВС США). Самолёт сбит огнём с земли возле Куанг-Кхе во время атаки позиции ЗРК. Экипаж погиб.
- A-6А «Интрудер» (номер 154149, 196-я штурмовая эскадрилья ВМС США). Самолёт в составе тройки выполнял ночную миссию вооружённой разведки в районе Винь. Сбит двумя зенитными ракетами в 9 милях юго-западнее Фу-Дьен-Чау. Экипаж погиб.

### Октябрь
2 октября
- A-4E «Скайхок» (номер 151126, 164-я штурмовая эскадрилья ВМС США). Самолёт сбит ЗА. Пилот погиб.

6 октября
- A-7A «Корсар» II (номер 153273, 27-я штурмовая эскадрилья ВМС США). Самолёт сбит ЗРК. Пилот катапультировался и спасён.

13 октября
- A-6А «Интрудер» (номер 154141, 52-я штурмовая эскадрилья ВМС США). Самолёт пропал после выполнения задания у побережья в 25 милях юго-западнее Винь (возможно, сбит ЗРК). Экипаж погиб.

20 октября
- F-4D «Фантом» II (сер. номер 66-7740, 366-я тактическое истребительное крыло ВВС США). Экипаж катапультировался над водой в районе Тигриного острова и спасён.

21 октября
- A-4Е «Скайхок» (номер 151160, 106-я штурмовая эскадрилья ВМС США). Самолёт потерян во время атаки на бреющем полёте цели примерно в 10 милях юго-восточнее Хатинь, сбит ЗА. Пилот погиб.

24 октября
- F-4D «Фантом» II (сер. номер 66-0264, ВВС США). Пилот погиб, бортоператор спасён.

27 октября
- F-105D «Тандерчиф» (сер. номер 62-4264, 34-я тактическая истребительная эскадрилья ВВС США). Самолёт сбит ЗА в районе Куанг-Кхе. Пилот погиб.
- RF-4C «Фантом» II (сер. номер 65-0846, 11-я тактическая разведывательная эскадрилья ВВС США). Самолёт пропал западнее Донг-Ха при выполнении миссии береговой разведки. Экипаж погиб.

31 октября
- A-7A «Корсар» II (номер 153175, 27-я штурмовая эскадрилья ВМС США). Самолёт потерян из-за отказа двигателя. Пилот катапультировался и спасён.

### Ноябрь
23 ноября
- RF-4C «Фантом» II (сер. номер 66-0445, 14-я тактическая разведывательная эскадрилья ВВС США). Самолёт выполнял разведку позиций ЗРК и сбит ЗА возле Донгхой. Экипаж катапультировался; пилот погиб, бортоператор попал в плен.

25 ноября
- F-4D «Фантом» II (сер. номер 66-7523, 555-я тактическое истребительное крыло ВВС США). Самолёт выполнял миссию эскорта фоторазведчика и сбит над провинцией Куанг-Бинь севернее перевала Бан-Карай. Экипаж катапультировался и погиб на земле.
- RA-5C «Виджилент» (номер 149293, 5-я разведывательно-штурмовая эскадрилья ВМС США (RVAH-5)). Самолёт сбит ЗА. Экипаж погиб.

### Декабрь
9 декабря
- RF-4C «Фантом» II (сер. номер 64-1048, 11-я тактическая разведывательная эскадрилья ВВС США). Самолёт сбит ЗА в RP-1. Экипаж катапультировался и спасён.

## Общая статистика
По состоянию на 19 марта 2025 года в списке перечислены следующие потери:
| Самолёты             | #  |
| A-1                  | 2  |
| A-3                  | 1  |
| A-4                  | 21 |
| A-5                  | 3  |
| A-6                  | 18 |
| A-7                  | 10 |
| B-57                 | 1  |
| B-66                 | 1  |
| F-4                  | 57 |
| F-8                  | 3  |
| F-100                | 3  |
| F-102                | 1  |
| F-105                | 25 |
| F-111                | 1  |
| O-2                  | 1  |
| S-2                  | 1  |
| Итого: 149 самолётов |    |

Эти данные не являются полными и могут меняться по мере дополнения списка.